# Sepedophilus lusitanicus
Sepedophilus lusitanicus är en skalbaggsart som beskrevs av Hammond 1973. Sepedophilus lusitanicus ingår i släktet Sepedophilus, och familjen kortvingar. Arten är reproducerande i Sverige.